# Stefano Ussi
Stefano Ussi (ur. 3 września 1822 we Florencji, zm. 11 lipca 1901 tamże) – włoski malarz akademicki i pedagog.
Studiował w latach 1837-50 w Akademii Sztuk Pięknych we Florencji (Accademia di belle arti di Firenze), a od 1860 był jej profesorem. Malował realistyczne obrazy historyczne, rzadziej portrety. Na jego twórczość wpływ mieli Hippolyte Delaroche i Domenico Morelli. Po podróży do Egiptu w 1869 zainteresował się tematyką orientalną.

## Wybrane prace
- Ultimi momenti di Savonarola,
- Cosimo il Vecchio rifiuta di abbandonare Firenze (kolekcja prywatna, Florencja, 1859-60)
- Carovana nei pressi del Cairo (1874),
- Cavalcata araba alla presenza dell'Ambasciata Italiana nel Marocco (1875),
- Festa a Fez data dall'Imperatore del Marocco all'Ambasciata Italiana (1875),
- La preghiera nel deserto (Galleria nazionale d'arte moderna e contemporanea, Rzym, 1876),
- Donna araba al pozzo (Museo Francesco Borgogna, Vercelli),
- Marocchino (Galleria Ricci Oddi, Piacenza, 1877),
- Venditore di aranci (Galleria nazionale d'arte moderna e contemporanea, Rzym),
- Surre Procession (Dolmabahçe Palace, Stambuł, 1887),